# Gastrophysa polygoni
Gastrophysa polygoni é uma espécie de artrópode pertencente à família Chrysomelidae.